# Norðvesturkjördæmi

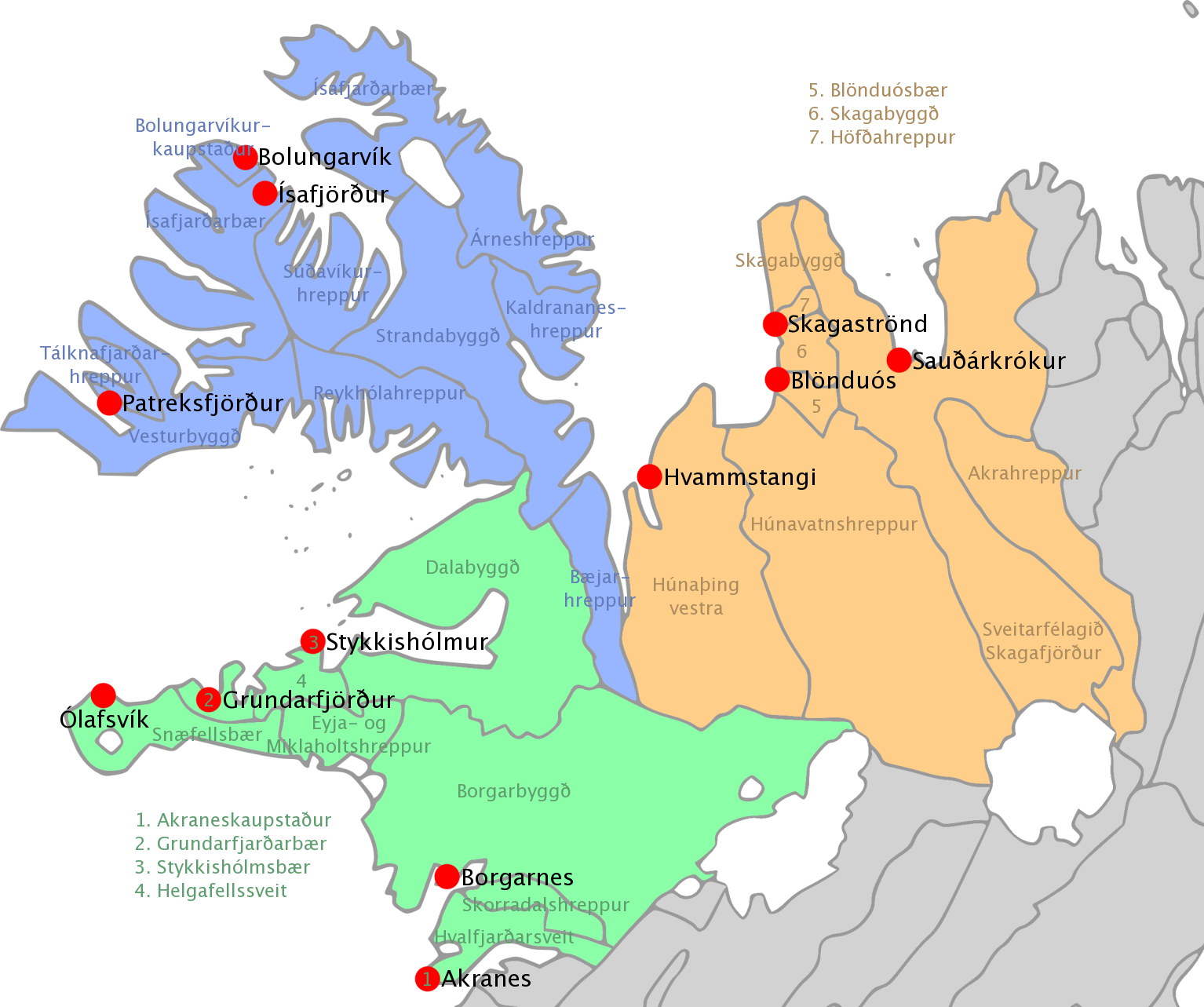
Norðvesturkjördæmi

Norðvesturkjördæmi (Nordwestlicher Wahlkreis) ist seit 2003 einer der sechs Wahlkreise in Island.
Er wird von 9 Abgeordneten im Alþingi vertreten. Zu ihm gehören die Halbinsel Snæfellsnes, die Region Vestfirðir und der Nordwesten Islands. Ihm gehören 27 Gemeinden an. Im Jahr 2007 gab es 21.126 Wahlberechtigte.
Zum Wahlkreis gehören die Gemeinden Akranes, Hvalfjarðarsveit, Skorradalshreppur, Borgarbyggð, Eyja- og Miklaholtshreppur, Snæfellsbær, Grundarfjörður, Helgafellssveit, Stykkishólmur, Dalabyggð, Reykhólahreppur, Vesturbyggð, Tálknafjarðarhreppur, Bolungarvíkurkaupstaður, Ísafjarðarbær, Súðavíkurhreppur, Árnes, Kaldrananeshreppur, Strandabyggð, Húnaþing vestra, Húnavatnshreppur, Blönduós, Skagaströnd, Skagabyggð, Sveitarfélagið Skagafjörður und Akrahreppur.